# Eleccions legislatives islandeses de 1974
Les eleccions legislatives islandeses de 1974 es van dur a terme el 30 de juny d'aquest any per a escollir als membres de l'Alþingi. El més votat fou el Partit de la Independència, i Geir Hallgrímsson fou primer ministre d'Islàndia d'un govern de coalició entre el Partit de la Independència i el Partit Progressista.

## Resultats electorals
| Partits                 | Partits                                       | Vots    | %     | Escons per cambra | Escons per cambra | Escons per cambra | Escons per cambra |
| Partits                 | Partits                                       | Vots    | %     | Baixa             | +/−               | Alta              | +/−               |
| ----------------------- | --------------------------------------------- | ------- | ----- | ----------------- | ----------------- | ----------------- | ----------------- |
|                         | Partit de la Independència (D)                | 48.764  | 42,73 | 17 / 40           | 2                 | 8 / 20            | 1                 |
|                         | Partit Progressista (B)                       | 28.381  | 24,87 | 11 / 40           | =                 | 6 / 20            | =                 |
|                         | Aliança Popular (G)                           | 20.924  | 18,34 | 7 / 40            | =                 | 4 / 20            | 1                 |
|                         | Partit Socialdemòcrata (A)                    | 10.345  | 9,07  | 3 / 40            | 1                 | 2 / 20            | =                 |
|                         | Unió de Liberals i Esquerrans (F)             | 5.245   | 4,60  | 2 / 40            | 1                 | 0 / 20            | 2                 |
|                         | Lliga Comunista Revolucionària (R)            | 200     | 0,18  | 0 / 40            | Nou               | 0 / 20            | Nou               |
|                         | Moviment Comunista – Marxistes-Leninistes (K) | 121     | 0,11  | 0 / 40            | Nou               | 0 / 20            | Nou               |
|                         | Partit Demòcrata a Reykjavík (N)              | 67      | 0,06  | 0 / 40            | Nou               | 0 / 20            | Nou               |
|                         | Partit Demòcrata al Nord-est (M)              | 42      | 0,04  | 0 / 40            | Nou               | 0 / 20            | Nou               |
|                         | Partit Demòcrata a Reykjanes (P)              | 19      | 0,02  | 0 / 40            | Nou               | 0 / 20            | Nou               |
|                         |                                               |         |       |                   |                   |                   |                   |
| Vots vàlids             | Vots vàlids                                   | 114.108 | 98,73 |                   |                   |                   |                   |
| Vots blancs i nuls      | Vots blancs i nuls                            | 1.467   | 1,27  |                   |                   |                   |                   |
| Total                   | Total                                         | 115.575 | 100   | 40                | =                 | 20                | =                 |
| Abstenció               | Abstenció                                     | 10.813  | 8,56  |                   |                   |                   |                   |
| Inscrits / participació | Inscrits / participació                       | 126.388 | 91,44 |                   |                   |                   |                   |